# Cap Mycale

Le Cap Mycale (ou cap Trogylion) est le nom antique du cap formant l'extrémité ouest du Mont Mycale qui plonge dans la mer Égée, sur la côte ionienne, en Turquie, au large de l'île de Samos. 
Il fut le théâtre de plusieurs batailles. La bataille du cap Mycale la plus célèbre fut celle qui se déroula durant la deuxième guerre médique et qui se solda par une victoire grecque, en -479. Un autre affrontement eut lieu dix ans plus tard, en -469.
C'est le site présumé du sanctuaire appelé Panionium ou Panionion, mais celui-ci n'a pas été localisé précisément.
Il est parfois nommé cap sainte Marie dans certaines langues occidentales, au moins jusqu'au XIXe siècle.

Carte du Cap Mycale